# Carmen Selves
Maria Carmen Selves Baltierrez (Manresa, 4 de enero de 1931) es una pintora contemporánea española.

## Biografía
Hija del periodista y abogado Joan Selvas y Carner y Carmen Baltierrez Clotet, que tenía grandes dotes artísticas como pintora. Por influencia de su madre, pintó sus primeros óleos a los 9 años de edad. Con 14 años, recibió mención especial en un concurso de pintura de la Parroquia de Sant Josep de Manresa, pintando un paisaje rural de la Sierra de Castelltallat y fue reconocida como una pintora de talento por parte del crítico Ferran Hurtado Sanchis. 
Demostró su competencia pintando retratos, bodegones y paisajes, por lo que no solamente estudió pintura en Manresa, sino que fue profesora del Círculo Artístico de Manresa y también en Barcelona.
Vivió la posguerra en el inicio de su carrera, quedando totalmente al margen de toda orientación política pero sufriendo las consecuencias de la situación. 
Se casó con Josep Maria Vicente Esforzado y tuvieron 4 hijos. Sus obligaciones hicieron que la presencia en el mundo de las exposiciones entre 1957 y 1994 (aproximadamente) fuese escasa, aunque hay centenares de obras pintadas durante este periodo relativamente aislado.

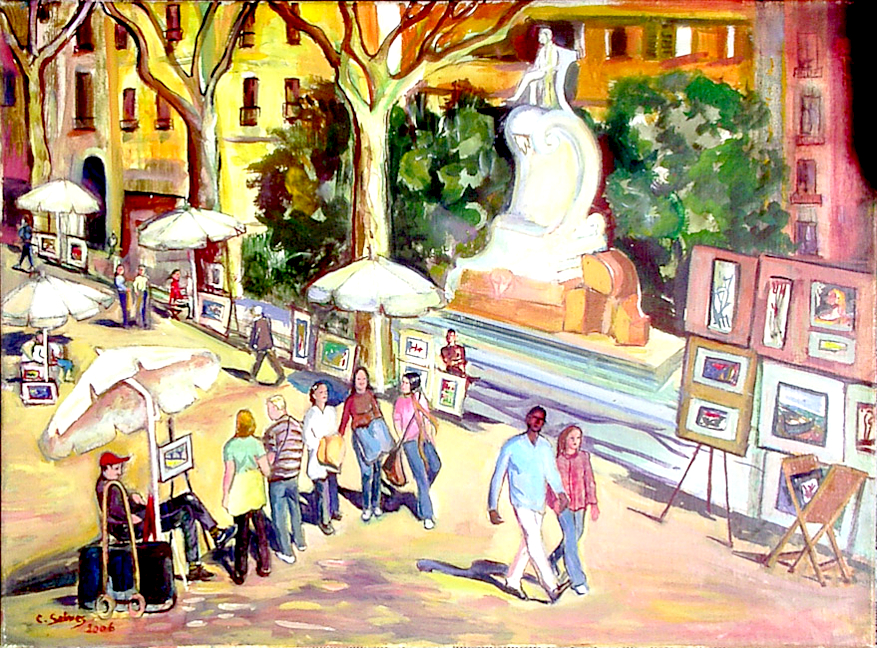
Rambla dels artistes (2010).

## Formación académica
Ingresó en la Escuela de Sant Jordi de Barcelona en 1952, aunque Selves ya era una retratista profesional en la especialidad de pintura al óleo, además de pianista.
En la Escuela de Sant Jordi tuvo como profesores a pintores reconocidos como Francisco Ribera Gómez, Josep Puigdengolas Barella o Ernest Santasusagna i Santacreu, siendo alumna también de Josep Maria Junoy y Muns. Su mayor influencia, dejando aparte los clásicos que conoció muy bien, la recibió de su tutor posterior a la finalización de los estudios, Evarist Basiana i Arbiell y su singular teoría del color que fue aplicada en algunos de los cuadros de Selvas. 
Mucho más tarde, en 1992, por interés personal y también para cumplir con los requisitos académicos de la licenciatura, realizaó una tesina sobre la pintora  Lluïsa Vidal i Puig que, como todas las tesinas, se encuentra en el registro académico de la Universidad, en este caso la Universidad de Barcelona.

### Evolución del estilo de la obra
Inicialmente retratista, en su primera etapa, lo era dentro de un estilo a mitad de camino entre el expresionismo figurativo y el impresionismo. Posteriormente, su retrato y visión fue más simbolista y siempre con el uso de otras técnicas además de la pintura al óleo: murales, cerámica, acrílico y otros. Participó gráficamente y con otras formas (guiones, voces, dirección, producción, etc) en la creación de animaciones informatizadas en un estilo poco corriente e incluso creó algún videojuego siempre con temas y aportaciones de mensajes claramente positivos. Se ejercitó también con temas paisajísticos, tanto los marinos como los rurales o simplemente florales y animales, usando temas de ciudad y bodegones. Otras de sus creaciones fueron las ilustraciones para libros interactivos infantiles, publicados por ellas misma en algunos casos, con ediciones limitadas.
Según ella misma se describeː

"Me interesa el impresionismo realista. Me dedico a los retratos, paisajes, urbanos, marinos, flores, animales, bodegones y surrealismo fantástico. También arte digital : Juegos, cuentos populares y exposiciones. Me motiva mi imaginación, el color y la belleza."

### Videos
- Cartanoid, un videojuego dibujado por Carmen Selves
- Participación en 2016 en la feria internacional Esart en Barcelona
- Exposición individual Esart 2017
- Visita virtual realizada para su gira como Indie por Japón en 2015

- Datos: Q54477813
- Multimedia: Carmen Selves / Q54477813